# La Vilueña
La Vilueña es un municipio de español de la provincia de Zaragoza, comunidad autónoma de Aragón. Tiene un área de 8,54 km² con una población de 57 habitantes (INE 2024) y una densidad de 6,64 hab/km². En la Edad Media perteneció al señorío, luego Marquesado de La Vilueña. Se llega a través de la A-2505.

## Demografía
La Vilueña cuenta con una población de 57 habitantes (INE 2024).
| Gráfica de evolución demográfica de La Vilueña entre 1842 y 2021                                                                                               |
| |
| Población de derecho según los censos de población del INE Población de hecho según los censos de población del INEEn este censo se denominaba Lavilueña: 1842 |

## Administración y política

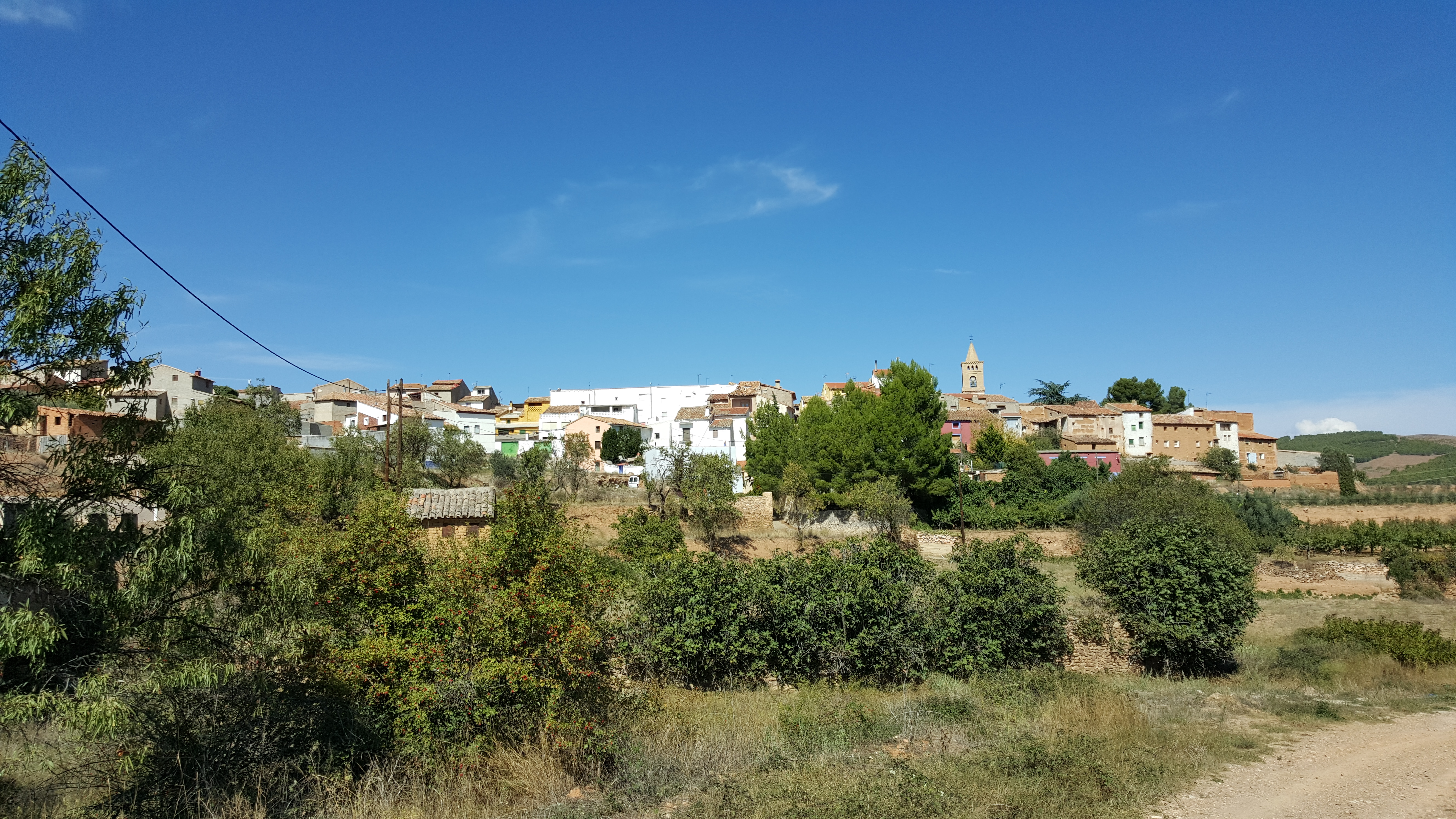
Vista de La Vilueña desde la carretera.

| Período   | Alcalde                  | Partido |  |
| --------- | ------------------------ | ------- |  |
| 1979-1983 | Teodoro Callejero Bernal | Ind.    |  |
| 1983-1987 |                          |         |  |
| 1987-1991 |                          |         |  |
| 1991-1995 |                          |         |  |
| 1995-1999 |                          |         |  |
| 1999-2003 |                          |         |  |
| 2003-2007 |                          |         |  |
| 2007-2011 |                          |         |  |
| 2011-2015 |                          |         |  |
| 2015-2019 | Carmelo Tomey Tomey      | PP      |  |

| Partido político    | Partido político                                   | 2003   | 2007   | 2011   | 2015   |
| Partido político    | Partido político                                   | Ediles | Ediles | Ediles | Ediles |
|                     | Partido Popular de Aragón (PP)                     | 1      | 3      | 4      | 4      |
|                     | Partido de los Socialistas de Aragón (PSOE-Aragón) | 4      | —      | 1      | 1      |
|                     | Partido Aragonés (PAR)                             | —      | 1      | —      | —      |
|                     | Chunta Aragonesista (CHA)                          | —      | 1      | —      | —      |
| Total de concejales | Total de concejales                                | 5      | 5      | 5      | 5      |